# Isidore-Marie Dumortier
Isidore-Marie Dumortier tên Việt Nam là Đượm, M.E.P., là một nhà truyền giáo và giám mục người Pháp hiệu tòa Lipara. Ông là đại diện tông tòa của Địa phận Địa phận Tây Đàng Trong từ 1925–1940. 
Năm 1925, ông cho in Sách Lề Luật Nhà Dòng Chị Em Mến Thánh Giá, tại Tân Định. Sách Luật này có nhiều điều khác với những luật trước và có một số điểm được canh tân cho phù hợp với bối cảnh hiện tại. Việc khổ chế và đánh tội thì nhẹ nhàng hơn. Việc giáo dục các thiếu nữ lương cũng như giáo là bổn phận chính theo sự chỉ định của Đức Cha Lambert, nơi nào không dạy học, thì các chị coi sóc những thiếu niên. Để được khấn dòng, ứng sinh phải qua thời gian Thử và Tập Viện theo sự chỉ dẫn của Giáo Luật năm 1917.
Ngày 13 tháng 10 năm 1926, ông mua thửa đất của Ông mười Ngô Châu Liên (mua lại của người Kơho, tên là K’Brai) làm cơ sở truyền giáo Thượng đầu tiên cho vùng Di Linh (Lâm Đồng).
Năm 1933, dưới thời cai quản của ông, địa phận Tây Đàng Trong có 30 thừa sai Pháp, 106 linh mục Việt, 10 cha dòng, 69 sư huynh, 18 nữ đan sĩ Cátminh, 810 nữ tu, 37 thày giảng, 281 thánh đường và nguyện đường, 60 đại chủng sinh, 180 tiểu chủng sinh, 99.743 giáo dân.